# LolliLove
LolliLove is een Amerikaanse mockumentary uit 2004 geregisseerd door Jenna Fischer en met haarzelf in een van de hoofdrollen.
De film gaat over een rijk echtpaar (gespeeld door Fischer en haar toenmalige echtgenoot James Gunn) dat iets wil doen om het leven van daklozen op te vrolijken. Ze delen lolly's uit met een opbeurende slagzin op de wikkel.

## Rolverdeling
- James Gunn - James
- Jenna Fischer - Jenna
- Peter Alton - Verteller
- Sarah Sido - Sarah
- Linda Cardellini - Linda
- Jason Segel - Jason
- Joan Blair - Kathy Rohl
- Larry Fitzgibbon - Larry
- Michelle Martin - Michelle
- Lloyd Kaufman - Father Lloyd
- Jennifer Eolin - Jennifer
- Judy Greer - Judy
- Christo Garcia - Mike Tanaki